# 鐮喙鳥屬
鐮喙鳥屬（學名：Falcatakely，由「falcatus（拉丁文的小鐮刀）」和「kely（馬達加斯加語的鐮刀）」所組成，指的是牠們鐮刀狀的嘴喙）是已滅絕的反鳥類，化石發現於馬達加斯加北部。鐮喙鳥屬目前僅包含一種，即伏氏鐮喙鳥（學名：Falcatakely forsterae）。

## 描述
鐮喙鳥屬為體型與烏鴉近似的基幹鳥類，和其他反鳥亞綱物種明顯不同的特徵是牠們具有長約9（3.5英寸），形似於現存巨嘴鳥的吻突。但除此之外，牠們的上頜結構更近似於非鳥獸腳亞目，包含較大的上頜骨以及較小的前上頜骨，且仍長有牙齒。相較之下，現存鳥類的上頜則主要由前上頜骨組成。

## 分類學
科學家將鐮喙鳥屬置於反鳥類基群的位置，與鵬鳥屬互屬姊妹群，並與其他許多反鳥類演化支構成多分支。

## 古環境學
鐮喙鳥屬的化石出土自梅法拉諾層，在當時屬於季節性的氾濫平原，在溼季時會形成沼澤，在旱季則會轉變為乾燥的半沙漠。由於馬達加斯加於白堊紀時就已經是座島嶼，因此同時期島上還獨立演化出許多獨特的物種，例如植食性的鱷形超目獅鼻鱷屬、前肢短小牙齒外凸的惡龍屬、以及外型獨特的哺乳綱狂獸屬。